# オリョークミンスク
座標: 北緯60度22分25秒 東経120度25分35秒 / 北緯60.3736111度 東経120.4263889度
オリョークミンスク (Olyokminsk、サハ語: Өлүөхүмэ、Ölüöxüme、ロシア語: Олёкминск)は、ロシアのサハ共和国南西部にある都市である。ヤクーツクからは南西へ651km、レナ高原の南端、レナ川上流の左岸に位置し、オリョークマ川が右岸に合流する地点の数km上流にあたる。オリョークミンスク地区の中心都市で、人口は9,266人（2006年）で緩やかに減少している。ロシア人の東シベリア進出の過程で1635年に設置され、1783年に町となった。

## 歴史
オリョークミンスクの町の歴史は1635年、オリョークマ川とレナ川の合流点付近にコサックのピョートル・ベケトフ（1610年頃-1656年）が建設した砦に始まる。洪水に悩まされ、後に現在地に砦と集落は移転した。町は、交通路となる二つの大河の合流点に位置するため毛皮の集散地となり、後には極東へのロシア進出の通過点に、ヤクーツクへの中継地に、またこの地域の行政・商業の中心地となった。1783年には町の地位を与えられた。
1897年の時点で人口は1,178人で、120の家、26のゲル、2つの教会、1つの病院、学校などがあり、年に一度は大きな市が立った。1959年の人口は7,600人、1989年の人口は11,478人を数えたが、ソビエト連邦の崩壊後の2002年には10,003人、2006年には9,266人と減っている。政治家ウラジーミル・ヤコブレフ（1944年 - ）は当地の出身。

## 街の経済と見どころ
産業は材木の集散や製材、食品加工、発電が主で、町の周囲には野菜や家畜などの農場が集積する。小さな空港が各地とを結んでいる。
木造の家々や19世紀末に建てられた古い教会・聖堂なども残っている。

## 気候
典型的な大陸性気候で、冬は他の同緯度地方と比べて極めてきびしく最低気温極値はマイナス60度。一方、夏は日較差が大きく、昼間は気温が上がり、特に好天の日は摂氏30度を超える暑さとなることが多くある。寒暖の差がごく大きい地でもある。北緯60度以北というかなり高緯度に位置する地方のうち、夏季に摂氏30度を超える気温をしばしば観測する地はヤクーツクやオリョークミンスクをはじめとするシベリア東部の内陸部だけである（フェーン現象等によって、40度以上となることもある）。
| Olyokminskの気候                  | Olyokminskの気候 | Olyokminskの気候 | Olyokminskの気候 | Olyokminskの気候 | Olyokminskの気候 | Olyokminskの気候 | Olyokminskの気候 | Olyokminskの気候 | Olyokminskの気候 | Olyokminskの気候 | Olyokminskの気候 | Olyokminskの気候 | Olyokminskの気候 |
| 月                                | 1月              | 2月              | 3月              | 4月              | 5月              | 6月              | 7月              | 8月              | 9月              | 10月             | 11月             | 12月             | 年               |
| --------------------------------- | ---------------- | ---------------- | ---------------- | ---------------- | ---------------- | ---------------- | ---------------- | ---------------- | ---------------- | ---------------- | ---------------- | ---------------- | ---------------- |
| 最高気温記録 °C （°F）            | 2.8 (37)         | 1.0 (33.8)       | 11.2 (52.2)      | 18.8 (65.8)      | 31.1 (88)        | 35.4 (95.7)      | 36.5 (97.7)      | 37.7 (99.9)      | 26.6 (79.9)      | 18.2 (64.8)      | 6.1 (43)         | −0.7 (30.7)      | 37.7 (99.9)      |
| 平均最高気温 °C （°F）            | −26.6 (−15.9)    | −20.4 (−4.7)     | −8.1 (17.4)      | 3.3 (37.9)       | 13.3 (55.9)      | 22.2 (72)        | 24.8 (76.6)      | 21.2 (70.2)      | 11.5 (52.7)      | −0.8 (30.6)      | −16.6 (2.1)      | −26.0 (−14.8)    | −0.18 (31.67)    |
| 日平均気温 °C （°F）              | −30.7 (−23.3)    | −25.9 (−14.6)    | −15.1 (4.8)      | −2.9 (26.8)      | 7.1 (44.8)       | 15.3 (59.5)      | 18.4 (65.1)      | 14.6 (58.3)      | 6.1 (43)         | −5.0 (23)        | −20.8 (−5.4)     | −29.9 (−21.8)    | −5.73 (21.68)    |
| 平均最低気温 °C （°F）            | −34.6 (−30.3)    | −30.7 (−23.3)    | −21.8 (−7.2)     | −9.2 (15.4)      | 1.0 (33.8)       | 8.5 (47.3)       | 12.0 (53.6)      | 8.8 (47.8)       | 1.4 (34.5)       | −9.0 (15.8)      | −24.9 (−12.8)    | −33.7 (−28.7)    | −11.02 (12.16)   |
| 最低気温記録 °C （°F）            | −60.1 (−76.2)    | −57.6 (−71.7)    | −47.4 (−53.3)    | −35.1 (−31.2)    | −16.1 (3)        | −4.7 (23.5)      | 0.2 (32.4)       | −4.4 (24.1)      | −14.5 (5.9)      | −32.1 (−25.8)    | −49.1 (−56.4)    | −57.2 (−71)      | −60.1 (−76.2)    |
| 降水量 mm （inch）                | 17 (0.67)        | 11 (0.43)        | 9 (0.35)         | 10 (0.39)        | 32 (1.26)        | 39 (1.54)        | 58 (2.28)        | 50 (1.97)        | 40 (1.57)        | 21 (0.83)        | 21 (0.83)        | 18 (0.71)        | 326 (12.83)      |
| 平均降雨日数                      | 0                | 0                | 0.2              | 3                | 15               | 16               | 15               | 15               | 16               | 5                | 0.1              | 0                | 85.3             |
| 平均降雪日数                      | 27               | 23               | 18               | 11               | 3                | 0.1              | 0                | 0                | 2                | 20               | 27               | 27               | 158.1            |
| % 湿度                            | 80               | 79               | 71               | 60               | 57               | 63               | 69               | 74               | 75               | 77               | 82               | 80               | 72.3             |
| 平均月間日照時間                  | 38               | 116              | 211              | 249              | 268              | 295              | 308              | 241              | 152              | 93               | 60               | 17               | 2,048            |
| 出典1：pogoda.ru.net,             |                  |                  |                  |                  |                  |                  |                  |                  |                  |                  |                  |                  |                  |
| 出典2：NOAA (sun only, 1961-1990) |                  |                  |                  |                  |                  |                  |                  |                  |                  |                  |                  |                  |                  |